# Corydalis chanbaishanensis
Corydalis chanbaishanensis là một loài thực vật có hoa trong họ Anh túc. Loài này được M.L.Zhang & Y.W.Wang mô tả khoa học đầu tiên năm 2003.